# Svenska oberoende musikproducenter

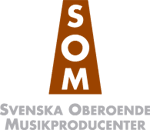

Svenska oberoende musikproducenter (SOM) är en svensk intresseorganisation för svenska oberoende skivbolag, världens äldsta i sitt slag, ursprungligen grundad 1974 och med nuvarande säte i Sundsvall.

## Bakgrund
I de vänsterradikala och fritänkande 1960 och -70-talen växte det i den så kallade musikrörelsen fram en stor mängd nya små skivbolag i Sverige och andra nordiska länder med en annan, mer icke-kommersiell, ideologisk och idealistisk inriktning än de tidigare etablerade, mer kommersiellt inriktade, större skivbolagen, distributörerna och musikverksamheterna och dessa många småaktörer hade svårt att få inflytande i de etablerade organisationerna och praktiska omständigheterna (skivframställning, tryckerier, distribution, upphovsrättsvillkor och -ersättningar etc). Av den anledningen gick ett antal av dessa bolag samman och bildade en nordisk intresseorganisation för musikrörelsens oberoende skivbolag (en tid även skivdistributörer) kallad Nordiska Icke-kommersiella fonogramproducenters förening (NIFF), vilken startades vid ett konstitutionerande möte i Vaxholm 18 oktober 1974. Bland de första kontitutionerande bolagen var MNW, Oktober (med representant Robert Aschberg), det norska MAI, Robert Brobergs RKOB, Manifest, SUB, Silence Records med Chilekommittén (med representant Jan Hammarlund) och Tibet 46. Efterhand anslöt sig ett stort antal nordiska bolag.

## Nybildning och andra verksamheter
Under 1980-talet blev antalet nordiska medlemmar allt färre, då andra inhemska organisationer i länderna startades och man beslöt att ombilda föreningen till en rent svensk organisation. 21 april 1989 ombildades så föreningen till den nuvarande formen som Svenska oberoende musikproducenter (SOM). 1994 beslöt man att ansluta sig som kollektiv medlem i den internationella branschorganisationen International Federation of the Phonographic Industry (IFPI). 
För att hjälpa de oberoende bolagen startade man 1976 skivpressningsbolaget Ljudpress i Östersund. Föreningen har också varit delaktig i att starta ett antal andra initiativ och verksamheter inom musikbranschen, såsom Export Music Sweden 1993, en tidig Internet-site för oberoende musik, Cabal 1995,  en musikklubb i London kallad Swedish Indie Go 2000-02 (drevs sedan vidare av Export Music Sweden i Paris), den europeiska samlingsorganisationen för oberoende skivbolag, IMPALA 2001 och världsorganisationen WIN 2006. 2003 skapade man den oberoende musikprisgalan Manifest, som årligen delar ut priser i början av året. Sedan 2016 bedriver föreningen utbildningar i främst digital markanadsföring under namnet Indie Business Toolbox
Att medlemmarna är "oberoende" betyder att de är självständiga och inte ingår i någon av de stora internationella skivbolagskoncernerna Sony, Universal eller Warner. Bolag ingående i dessa koncerner tillhör dem som traditionellt har varit medlemmar i IFPI.

## Medlemmar (urval)
- Adrian Recordings
- A West Side Fabrication
- Border Music
- Burning Heart Records
- Dolores Recordings
- Fuzzoramarecords
- Labrador
- Massproduktion
- Playground Music
- Silence Records
- Sublunar Society
- Startracks
- SwingKids
- Undefined Sounds